# バグダード鉄道

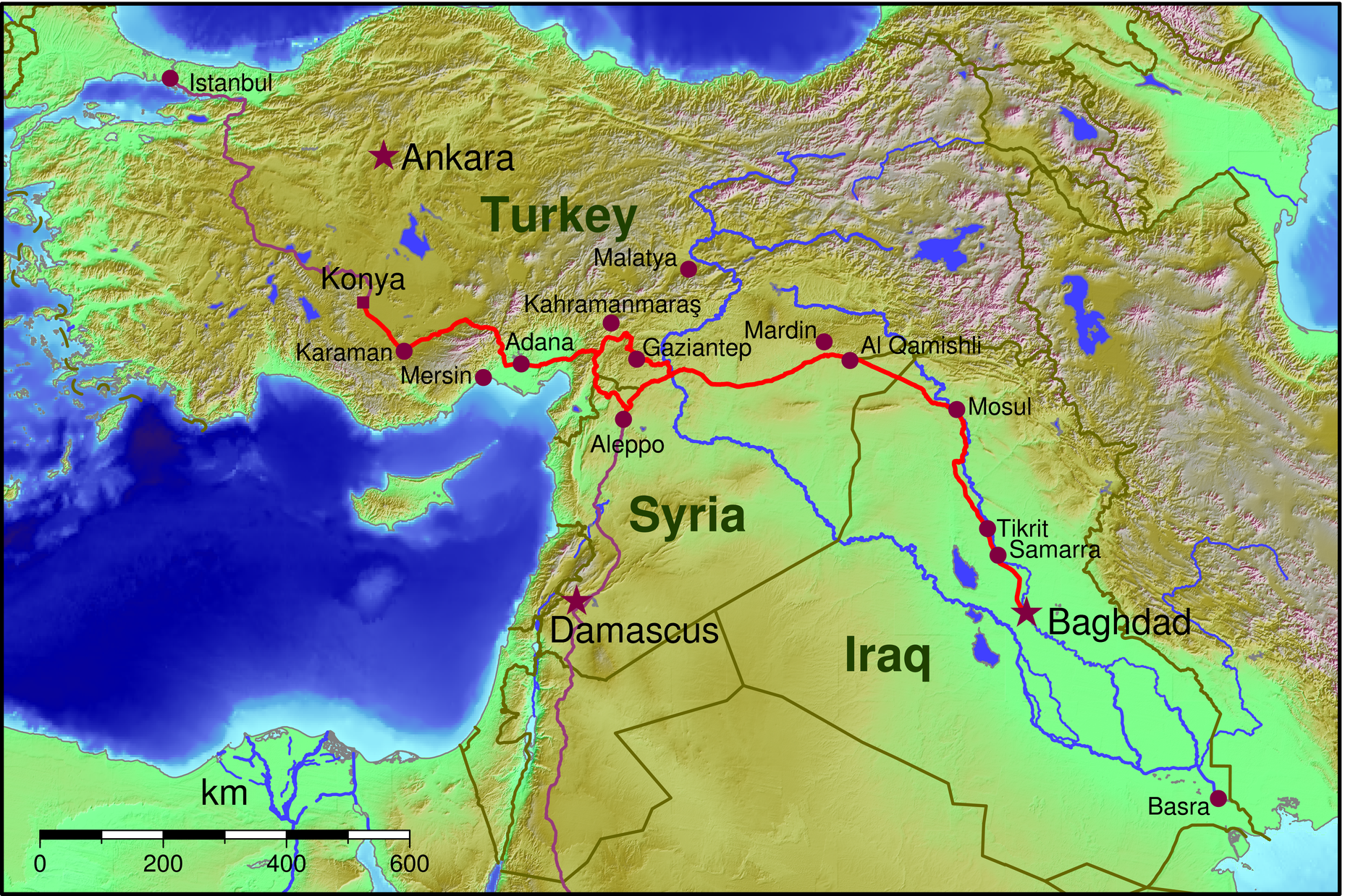
バグダード鉄道路線図

バグダード鉄道（独: Bagdadbahn）は、19世紀末から20世紀初めにかけて、ドイツ帝国の3B政策として国際的な注目を浴びた鉄道。

## 概要
最も狭義の意味の「バグダード鉄道」はドイツ資本のバグダード鉄道会社に敷設権と沿線開発の権益が供与されたコンヤ・バスラ間の鉄道及びその計画線のことだが、広い意味ではイスタンブール（ハイダルパシャ駅）〜エスキシェヒル〜コンヤ〜バグダード〜バスラ〜クウェート間の鉄道とその計画を指すことも多い。
既にアナトリア鉄道会社によって開通していたハイダルパシャ〜アンカラ線（1893年開通）もしくはエスキシェヒル〜コンヤ線（1896年開通）を延長し、小アジアとメソポタミア（イラク）を横断してペルシア湾の海港を終点とする鉄道計画であった。最終的にはエスキシェヒル〜コンヤ線を延長し、終点の海港はバスラとする計画線に基づいて建設が進められたが、バグダード鉄道会社による建設は第一次世界大戦のため未完に終わり、ドイツは敗戦によってその利権を失った。
第一次世界大戦後はオスマン帝国から独立した国々で建設が進められ、1940年に全通した。